# Ракитец
Ракитец (на македонска литературна норма: Ракитец) е село в югоизточната част на Северна Македония, в община Конче.

## География
Селото е разположено на десния бряг на Крива Лъкавица, в запаните склонове на Смърдеш, на 12 километра северно от общинския център Конче. Селото е на надморска височина от 500 m. Землището му е 12,8 km2, от които гори 738 ha, обработваемо замлище 420 ha, пасища 60 ha.

## История
Към края XIX век Ракитец е българо-турско село, числящо се към Радовишка кааза на Османската империя. Според статистиката на Васил Кънчов („Македония. Етнография и статистика“) от 1900 година Ракитец има 66 жители българи християни и 150 турци.
В началото на XX век християнските жители на селото са под върховенството на Българската екзархия. По данни на секретаря на екзархията Димитър Мишев („La Macédoine et sa Population Chrétienne“) през 1905 година в Ракитец (Rakitetz) има 80 българи екзархисти.
След Междусъюзническата война в 1913 селото остава в Сърбия. На 26 февруари 1915 година 60-годишният Иван Пръцков е заловен и убит от сръбските окупатори.
Църквата „Рождество Богородично“ е от 1939 година.
| Година    | 1948 | 1953 | 1961 | 1971 | 1981 | 1991 | 1994 | 2002 |
| --------- | ---- | ---- | ---- | ---- | ---- | ---- | ---- | ---- |
| Население | 295  | 392  | 421  | 468  | 506  | 522  | 527  | 519  |

| Националност | Всичко |
| македонци    | 519    |
| албанци      | 0      |
| турци        | 0      |
| цигани       | 0      |
| власи        | 0      |
| сърби        | 0      |
| бошняци      | 0      |
| други        | 0      |

В селото има и църкви „Възнесение Господне“ („Свети Спас“) и „Свети Георги“.